# 1736 en littérature
| Années de la littérature : 1733 - 1734 - 1735 - 1736 - 1737 - 1738 - 1739    |
| Décennies de la littérature : 1700 - 1710 - 1720 - 1730 - 1740 - 1750 - 1760 |

Cet article présente les faits marquants de l'année 1736 en littérature.

## Événements
- 24 avril : Jonathan Swift mentionne dans une lettre à Thomas Sheridan The Legion Club, son pamphlet contre le Parlement de Dublin[1].
- Novembre : Le Mondain, poème de Voltaire qui fait l'éloge de l'hédonisme et du luxe et déclenche un scandale. L'auteur se réfugie en Hollande, puis rentre à Cirey en mars 1737[2].

- Le comte Christophe Manteuffel fonde à Berlin la société wolffienne des Amis de la Vérité ou Aléthophiles[3].

## Parutions
- Claude-Prosper Jolyot de Crébillon, Les Égarements du cœur et de l'esprit : ou Mémoires de M. de Meilcour, vol. 1, Paris, Prault, Fils, 1736 (présentation en ligne) ; les deux autres tomes paraissent en 1738 à La Haye chez Pierre Gosse et Jean Neaulme.

- Marivaux, Le Télémaque travesti, Amsterdam, Chez J. Ryckhoff le Fils, 1736 (présentation en ligne), parodie burlesque, œuvre de jeunesse désavoué par son auteur.
- Jean-Baptiste Boyer d'Argens, Lettres juives : ou Correspondance philosophique, historique et critique entre un Juif voyageur à Paris et ses correspondans en divers endroits, vol. 1, Amsterdam, Paul Gautier, 1736 (présentation en ligne), roman épistolaire.
- Joseph Butler, The Analogy of Religion (en) : Natural and Revealed, to the Constitution and Course of Nature, London, James, John and Paul Knapton, 1736 (présentation en ligne).